# Цена человека
«Цена человека» (итал. Il capitale umano, букв. «человеческий капитал») — итальянский кинофильм режиссёра Паоло Вирдзи, вышедший на экраны в 2013 году, экранизация романа Стивена Амидона «Человеческий капитал» (англ. Human Capital). Фильм получил большое количество наград, в том числе премию «Золотой глобус» за лучший фильм.

## Сюжет
Закончена рождественская вечеринка в частной школе. Официанты убирают скатерти, посуду и уходят. Один из официантов едет на велосипеде домой. По дороге его сбивает SUV. Автомобиль уезжает, а сбитый велосипедист остаётся лежать в снегу.
Следующие три части фильма реконструируют предшествующие события с трёх разных точек зрения.

### Глава 1. Дино
Дино Оссола — агент по торговле недвижимостью, женатый на Роберте, работающей психологом. Представитель среднего класса, он отчаянно хочет повысить свой социальный статус. Дочь Дино, Серена, встречается с Массимилиано, сыном крупного бизнесмена Джованни Бернаски. Дино знакомится с Джованни и, поверив его обещаниям крупной прибыли, занимает в банке 700.000 евро и вкладывает их в фонд Бернаски. Через полгода Джованни сообщает Дино, что его капитал упал на 90 %, но обещает, что в будущем капитал отыграет потери. После неприятного разговора и просьб Дино вернуть начальный вклад, Джованни информирует Дино, что завтра пришлёт чек на оставшиеся 10 %.

### Глава 2. Карла
Карла Бернаски, жена Джованни, богата, но не счастлива в браке. Муж открывает в городе театр, которым будет управлять Карла. Карла изменяет мужу с арт-директором Донато Руссомано. Через полгода из-за финансовых проблем муж закрывает театр и продаёт его здание. В тот же день Карла расстаётся с Донато.
Приезжает полицейский детектив, расследующий автокатастрофу с участием их SUV. Массимилиано уверяет, что в тот вечер его на другой машине отвезла домой Серена, и Серена подтверждает его слова, но детектив убеждён, что они лгут.

### Глава 3. Серена
Серена Оссола, дочь Дино, учится в престижной частной школе, не соответствующей её социальному классу. Она презирает отца и находится в сложных отношениях с мачехой. В приёмной своей мачехи Серена встречает 17-летнего Люку, который живёт со своим дядей в бедном квартале. Люка считается драг-дилером (принял на себя чужую вину) и обязан до 18-летнего возраста проходить психотерапию у Роберты. Серена и Люка становятся любовниками, но, чтобы избежать конфликтов с отцом, девушка скрывает их роман.

### Глава 4. Цена человека
Серену просят приехать на вечеринку, потому что Массимилиано пьян и требует встречи с ней. Серена приезжает вместе с Люка. Кое-как Серена запихивает Массимилиано в машину своей мачехи и просит Люку отодвинуть SUV, который загораживает выезд. Люка вместо этого едет за Сереной к дому Массимилиано. По приезде Люка признаётся, что сбил велосипедиста.
Серена рассказывает детективу, что отвезла Массимилиано домой, а ключи от SUV оставила на столе. Детектив уверен, что девушка выгораживает Массимилиано. Серена пишет Люке e-mail, что она любит его и не выдаст. Сообщение обнаруживает её отец Дино и передаёт Карле в обмен на 980.000 евро (изначальный вклад плюс обещанные ему 40 %) и поцелуй.
Люку сажают в тюрьму, а Массимилиано оправдан.
Через несколько месяцев Джованни устраивает для вкладчиков роскошный приём у себя на вилле. Поставив на крах итальянской экономики, он в конце концов оказался прав, и те, кто остались в его фонде, получили, как Джованни и обещал, большую прибыль.
В финальных титрах сообщается, что компания, в которой был застрахован SUV, договорилась с семьёй велосипедиста о компенсации в размере 218.976 евро. «Такие суммы рассчитываются на основе определённых параметров: ожидаемая продолжительность жизни человека, его потенциальный доход, количество и качество эмоциональных связей. Страховые оценщики называют это ценой человека».

## В ролях
- Фабрицио Бентивольо — Дино Оссола
- Матильда Джоли — Серена Оссола
- Валерия Бруни-Тедески — Карла Бернаски
- Гульельмо Пинелли — Массимилиано Бернаски
- Фабрицио Джифуни — Джованни Бернаски
- Джиджио Альберти — Джампи
- Валерия Голино — Роберта
- Сильвия Коэн — Адриана Крозетти
- Луиджи Ло Кашо — Донато

## Награды и номинации
- 2013 — 7 премий «Серебряная лента»: лучший режиссёр (Паоло Вирдзи), лучший сценарий (Паоло Вирдзи, Франческо Пикколо, Франческо Бруни), лучший актёр (Фабрицио Бентивольо, Фабрицио Джифуни), лучшая работа художника-постановщика (Мауро Радаэлли), лучший монтаж (Сесилия Дзанусо), лучший звук (Роберто Моццарелли), приз имени Гульельмо Бираги (Матильда Джоли). Кроме того, лента получила две номинации: лучший продюсер, лучшая актриса (Валерия Бруни-Тедески).
- 2014 — 7 премий «Давид ди Донателло»: лучший фильм, лучший сценарий (Паоло Вирдзи, Франческо Пикколо, Франческо Бруни), лучшая актриса (Валерия Бруни-Тедески), лучший актёр второго плана (Фабрицио Джифуни), лучшая актриса второго плана (Валерия Голино), лучший монтаж (Сесилия Дзанусо), лучший звук (Роберто Моццарелли). Кроме того, лента получила 12 номинаций: лучший продюсер, лучший режиссёр (Паоло Вирдзи), лучший актёр (Фабрицио Бентивольо), лучшая операторская работа (Жером Альмерас), лучшая работа художника-постановщика (Мауро Радаэлли), лучшая музыка (Карло Вирдзи), лучшая песня («I’m Sorry»), лучшие костюмы (Беттина Понтиджа), лучший грим (Каролина Филипонна), лучшие причёски (Стефан Демаре), лучшие визуальные эффекты (Effetti Digitali Italiani), молодёжный «Давид» (Паоло Вирдзи).
- 2014 — итальянская премия «Золотой глобус» за лучший фильм, а также две номинации: лучший сценарий (Паоло Вирдзи, Франческо Пикколо, Франческо Бруни), лучший актёр (Фабрицио Бентивольо).
- 2014 —  Международный кинофестиваль в Карловых Варах : номинация на Хрустальный глобус.
- 2014 — Международный кинофестиваль в Чикаго: Золотой Кубок за лучшую работу художника-постановщика (Мауро Радаэлли) и номинация на Золотой Хьюго.
- 2014 — приз Флайяно: Золотой Пегас лучшему продюсеру (Паоло Вирдзи).
- 2014 — Международный кинофестиваль в Денвере: номинация на приз Кшиштофа Кесьлёвского.
- 2014 — Международный кинофестиваль на Гавайях: лучшая актриса (Валерия Бруни-Тедески) и номинация на лучший фильм.
- 2014 — en:Ciak d'oro (золотой Чак): 4 премии: лучший продюсер (Паоло Вирдзи), лучшая актриса (Валерия Бруни-Тедески), лучший сценарий (Паоло Вирдзи, Франческо Пикколо, Франческо Бруни), лучший монтаж (Сесилия Дзанусо). Кроме того, лента получила 6 номинаций: лучший актёр второго плана (Фабрицио Джифуни), лучшая актриса второго плана (Матильда Джиоли), лучшие костюмы (Беттина Понтиджа), лучший звук (Роберто Моццарелли, Эмануэле Кьяппа и Алессандро Орландо), лучшая музыка (Карло Вирдзи) и лучший киноплакат (Риккардо Фиденци и Маурицио Рубенс).
- 2014 — две номинации на премию Европейской киноакадемии: лучший европейский режиссёр (Паоло Вирдзи), лучшая европейская актриса (Валерия Бруни-Тедески).
- 2014 — номинация на Open Zone Award на Международном кинофестивале в Стокгольме.
- 2014 — Международный кинофестиваль в Сент-Луисе: премия критиков за лучший фильм имени Джо Поллака и номинация на лучший международный фильм.
- 2014 — Кинофестиваль Raindance: номинация на лучший международный фильм.
- 2014 — приз зрительских симпатий на Гентском кинофестивале.
- 2014 — приз жюри кинофестиваля Трайбека в категории «лучшая актриса в повествовательном фильме» (Валерия Бруни-Тедески).
- 2014 — en:Ischia Global Film & Music Festival: лучший итальянский фильм и лучший итальянский продюсер (Паоло Вирдзи).